# Séris
Séris ist eine französische Gemeinde mit 396 Einwohnern (Stand: 1. Januar 2022) im Département Loir-et-Cher in der Region Centre-Val de Loire; sie gehört zum Arrondissement Blois und zum Kanton La Beauce. Die Einwohner werden Serisois genannt.

## Geographie
Die Gemeinde Séris liegt an der Grenze zum Département Loiret am Rande der Beauce, etwa 22 Kilometer nordöstlich von Blois. Umgeben wird Séris von den Nachbargemeinden Concriers im Norden, Laveau im Norden und Nordosten, Lestiou im Osten und Südosten, Avaray im Südosten und Süden, Mer im Süden, Villexanton im Südwesten und Westen sowie Talcy im Nordwesten.

## Bevölkerungsentwicklung
| Jahr                       | 1962 | 1968 | 1975 | 1982 | 1990 | 1999 | 2006 | 2014 | 2021 |
| -------------------------- | ---- | ---- | ---- | ---- | ---- | ---- | ---- | ---- | ---- |
| Einwohner                  | 406  | 366  | 297  | 255  | 265  | 287  | 363  | 375  | 381  |
| Quellen: Cassini und INSEE |      |      |      |      |      |      |      |      |      |

## Sehenswürdigkeiten
- Kirche Saint-Hilaire, vor 1790 erbaut, im 19. Jahrhundert wieder errichtet
- Wasserturm